# Антильский круглопалый геккон
Антильский круглопалый геккон (лат. Sphaerodactylus argus) — вид пресмыкающихся из семейства гекконовых (Gekkonidae).

## Описание
Цвет от тёмно-серого до чёрного, с пятнами, которые иногда сливаются в зубчатые линии. Пятна на голове, как правило, белые, на спине и хвосте оранжевого или жёлтого цвета. Пальцы относительно тела больше, чем у других видов Sphaerodactylus.
Питается насекомыми и другими мелкими членистоногими.

## Распространение
Встречается на Кубе, Гаити и архипелаге Флорида-Кис, а также на Багамах, в Никарагуа и Панаме. Предпочитает сухие районы с низкой растительностью.